# Nessuno dovrà saperlo
(Dal romanzo)
Nessuno dovrà saperlo è il primo romanzo a carattere autobiografico di Bruno Zanin, Tullio Pironti editore, Napoli 2006, menzione speciale premio letterario Città di Latisana per il Nord Est. 
La quarta di copertina è di Raffaele La Capria.

## Trama
Una sequenza di denunce: contro la famiglia, il padre, il paese, la Chiesa, la magistratura, la sanità, la fabbrica, tutte le istituzioni che via via han preso in consegna l'autore, prima bambino poi ragazzo. Senza mai capirlo. Sempre tradendolo. Violentato, anzitutto in senso sessuale, e poi abbandonato alla miseria, all'incultura, alla solitudine, il ragazzo alla fine pensa al suicidio: il suicidio è l'omicidio con cui tutte quelle istituzioni, coerenti una con l'altra, tentano di eliminare la vittima. Le violenze che si susseguono sono la conseguenza della prima violenza, la violenza sessuale che il ragazzino subisce nel collegio di preti nel quale la famiglia l'ha mandato a studiare. Qui c'è un prete espansivo, giocoso, psicologicamente intuitivo, insomma simpatico; una sera il protagonista (il diario-romanzo è in terza persona, narrando la storia di Alessandro) lo sente venire nel suo letto, alle spalle, parole affettuose, ammirate, forse estatiche, esattamente le stesse che un ragazzo direbbe a una ragazza, gli occhi, i capelli, insomma il sesso come conclusione dell'innamoramento.
Alessandro non sa nulla, o per meglio dire sa solo una piccola parte di quel che c'è da sapere. Prima d'ora, una ragazza, Stella, che riapparirà alla fine del libro, lo ha invitato a fare un gioco, qualche toccamento, lei con lui, lui con lei, niente di più. Un preliminare adolescenziale. Che mette in moto il cervello da qui fino alla fine del libro, cioè della vita: che ci sarà dopo? Cosa doveva seguire? Tra quel prima e quel dopo il prete pedofilo inserisce il colpo di mannaia della sessualità deviata. E così trasporta il bambino in un mondo separato, incomunicante, segnato dal «nessuno dovrà saperlo». Alessandro vivrà poi tante altre esperienze: lascia il collegio, la famiglia lo ripudia, il padre diventa manesco, un amico del padre lo irretisce, ripete con lui i rapporti omosessuali, sempre all'insegna del «nessuno dovrà saperlo». Il libro è una sapiente, allucinata, ingenua-veritiera descrizione-narrazione di quel mondo nascosto, dove succede ciò che «nessuno dovrà sapere». Alla fine il ragazzo rivela tutto. Lo urla al padre, alla famiglia. La verità è una bomba, può scardinare la casa, la chiesa, il collegio. Questo è il momento in cui o salta tutto per far spazio alla verità, o tutto resta così e la verità viene repressa. Reprimendo la verità, si reprime il ragazzo. Naturalmente, è quel che accade. Come il sistema si potenzia, negando la denuncia, così il denunciante si condanna, precipitando nella disfatta. Finirà in un manicomio. In un carcere minorile. Sarà interrogato ed esaminato più volte, con più test. Conoscerà altri amici, avrà altri amori, ancora omosessuali. La sua vita è un caos, e casualmente giunge a una specie di liberazione, ammesso che la vita umana conosca mai la liberazione. Dette finora in migliaia di modi, qui ci si presentano in maniera nuova, autentica, personalissima, alcune esperienze e condizioni umane: la campagna, il collegio, la pedofilia (mai violenta, mai oscena; è la sessualità di chi non può permettersi sessualità), il carcere (di spietata veridicità), i conti padroni delle terre, la colpa, la richiesta di perdono, la donna grassa, la ragazzina adolescente, i santi bevitori, il trauma,  l'odio padre-figlio, l'amore madre-figlio, i motorini, le sagre, il tentato suicidio.

## Analisi
Dopo aver lasciato definitivamente il cinema e il teatro, provato il carcere da innocente, fatto il volontario e il corrispondente di guerra in Bosnia ed Erzegovina, combattuto la depressione, Bruno Zanin continua il suo cammino con un peso interiore che trova sfogo nelle pagine del romanzo e che lo scrittore padovano Ferdinando Camon ha così descritto su La Stampa: «Non è un libro, è una vita. Una sapiente, allucinata, ingenua-veritiera descrizione-narrazione di quel mondo nascosto, dove succede ciò che “nessuno dovrà sapere”. Zanin voleva alzare un grido al mondo. Ecco, il grido arriva, lo sentiamo. Chi ha orecchie per intendere, intenda. Chi legge questo libro, non lo dimenticherà».
Bruno Zanin è uno scrittore essenzialmente autobiografico, ed in Nessuno dovrà saperlo "ha raccontato l'origine del male, il trauma che ha devastato la sua vita, la violenza subita quando era ancora un ragazzino che non poteva difendersi, ma ha saputo raccontare nello stesso tempo la scoperta della vita, dell'amore, del sesso, dei molteplici sentimenti della prima età con divertimento e un'allegra vivacità. Il seguito, quella che è stata la vita di Bruno dopo la scrittura di questo suo primo libro, la sua partecipazione come operatore umanitario alla guerra in Bosnia, e tutto il resto, lo racconta meglio lui stesso nella prefazione."
Bruno Zanin è stato anche attore, ha recitato in diversi film e opere teatrali, nel celebre Amarcord di Federico Fellini che nel 1975 ha guadagnato l'Oscar come miglior film straniero, interpretava il ruolo di Titta Biondi.

## Edizioni
- Bruno Zanin, Nessuno dovrà saperlo, Tullio Pironti, 2006, ISBN 978-88-79-37376-0.
- Bruno Zanin, Nessuno dovrà saperlo, Ristampa numerata, Grafica Veneta, 2015.